# Dmitri Koldoen
Dmitri Aleksandrovitsj Koldoen (Wit-Russisch: Дзмітры Аляксандравіч Калдун; Russisch: Дмитрий Александрович Колдун) (Minsk, 11 juni 1985) - alias Koldun - is een Wit-Russische zanger. Hij heeft een oudere broer: Georgi Koldoen, die naast zanger ook tv-presentator is.

## Jeugd
Koldoen werd als tweede zoon van de twee aardrijkskundeleraren Tatjana en Aleksandr Koldoen geboren in Minsk, Sovjet-Unie. Zijn moeder, die een fan was van prinses Diana, wilde dat haar tweede kind een meisje werd die zie Diana kon noemen. Haar tweede kind werd 'helaas' voor haar een jongen, die ze Dmitri noemde, wat het meest leek op de naam Diana. Hoewel Koldoen geen meisje was, leek hij op de voormalig prinses. Terry Wogan merkte dat op tijdens zijn optreden op het Eurovisiesongfestival 2007
Koldoen haalde zijn diploma op het gymnasium in 2002. Daarna studeerde hij Scheikunde aan de Staatsuniversiteit van Wit-Rusland. Hij heeft zijn studie niet afgemaakt. Na zijn studie wilde Koldoen een carrière in de muziek.

## Begin carrière
In 2004 meldde Koldoen zich aan voor Narodnyi Artist - 2, een muzikale talentjacht in Rusland. Hij kwalificeerde zich niet voor de finalerondes. In het jaar wat daarop volgde, deed Koldoen mee aan zangcompetities in binnen- en buitenland.
In 2006 meldde hij zich aan voor Fabrika Zvozd, de Russische versie van Star Academy. Hij werd een van de finalisten van het programma en mocht daardoor wonen in het zogenaamde Fabrika Zvozd huis. Tijdens het programma viel Koldoen vaak op door zijn gedrag, dat als irritant en kinderachtig werd beschouwd. In een aflevering werd Koldoen op het matje geroepen door de presentator, die hem vertelde dat hij zich moest leren gedragen of anders het huis kon verlaten. Koldoen zong tijdens het programma Scorpions hun hit Still Loving You. Koldoen won het zesde seizoen van het televisieprogramma en brak daardoor door in Rusland.

## Eurovisiesongfestival
De eerste keer dat Koldoen een kans waagde voor het Eurovisiesongfestival was in 2006. Tijdens de Wit-Russische nationale finale zong hij het liedje Maybe, maar verloor uiteindelijk van Polina Smolova.
Een jaar later zond hij opnieuw een liedje in voor de Wit-Russische nationale finale genaamd Angel Mechty. Het liedje won het eerste deel van de selectie op 15 december 2006 met 4412 stemmen van het publiek en mocht zo door naar de Superfinale op 22 januari 2007 met de twee favorieten van de jury. In de finale zong Koldoen echter een ander liedje: Work Your Magic, wat volgens het reglement van de Wit-Russische selectie mag. Het liedje won de nationale finale en Koldoen mocht zo Wit-Rusland vertegenwoordigen op het Eurovisiesongfestival 2007 in Helsinki, Finland.
Koldoen mocht daardoor aantreden tijdens de halve finale van 10 mei 2007. Het liedje werd daar vierde, genoeg dus om door te gaan naar de finale van 12 mei. Het was voor de eerste keer in de geschiedenis van Wit-Rusland dat ze de finale haalden, nadat Aleksandra & Konstantin, Angelika Agoerbasj en Polina Smolova waren blijven steken in de halve finale. Koldoen werd uiteindelijk zesde met 145 punten, wat nog steeds de beste prestatie van Wit-Rusland ooit is op het Eurovisiesongfestival.

## Privéleven
In januari 2012 trouwde Koldoen met een voormalig schoolvriendin en in 2013 kregen ze een zoon.